# ريك داي
ريك داي (بالإنجليزية: Rick Day)‏ هو مصور أمريكي، ولد في 30 يوليو 1962 في غرينفيل في الولايات المتحدة.